# Kilpi
Kilpi es una banda de heavy metal finlandesa, fundada en Turku en 2002.

## Historia
Kilpi significa escudo en finés, sin embargo el nombre de la banda fue cogido del apellido del guitarrista y fundador de la misma, Petteri Kilpi. El primer álbum de la banda Sähkönsinistä Sinfoniaa, fue lanzado el 28 de mayo de 2003, unos pocos meses después de haber lanzado su primer sencillo, Nerokasta Ikävää.
El 29 de septiembre de 2004, lanzaron su segundo álbum, II Taso. Dos años más tarde, en 2006, lanzaron el álbum Kaaoksen Kuningas, donde dos de sus canciones, "Toinen Minä" y "Katharsis" fueron propuestas para el Festival de la Canción de Eurovisión 2006. La banda perdió a favor de Lordi, acabando en la posición número seis tras el voto público en la televisión finlandesa con la canción "Toinen Minä". Tras el evento, la banda se fue de gira, y en Tampere grabaron su primer álbum en directo Kaaos-Live.

## Miembros
- Tapio "Taage" Laiho – vocalista
- Petteri "Pete" Kilpi – guitarrista y corista
- Aleksi "Alba" Summe – guitarrista y corista
- Jussi "Juzzy" Kattelus – batería y corista
- Janne "Kusibasso" Laaksonen – bajista y corista

### Miembros antiguos
- Janne Karttila – batería (2003–2005)
- Juha "Kukkis" Kukkola - teclista (2003-2009)

## Discografía[5]

### Álbumes
- 2003: Sähkönsinistä Sinfoniaa
- 2004: II Taso
- 2006: Kaaoksen Kuningas
- 2008: IV
- 2009: Pirun Merta
- 2015: Juggernautti

### Sencillos
- 2003: «Nerokasta Ikävää»
- 2003: «Pahalle et käännä selkää»
- 2003: «Villin Vaaran Kosto»
- 2004: «Eilinen»
- 2004: «Sielut Iskee Tulta»
- 2004: «Varjoista Valoihin»
- 2006: «Ihminen»
- 2006: «Lakse kuolleet ja rukoile»
- 2006: «Kaaoksen kuningas»
- 2007: «Savuna ilmaan 2007»
- 2007: «Katharsis»
- 2008: «Sisäinen Vihollinen»
- 2008: «Tuli, vesi, ilma ja maa»
- 2008: «Kunnes Kuolema Meidät Erottaa»
- 2009: «Viinapiru»
- 2010: «Käännetään maailma»
- 2012: «Lautta»
- 2015: «Rakkaus vapauttaa»
- 2015: «Juggernautti»
- 2017: «Kasikus»
- 2018: «Taiteilija»

### Recopilatorios
- 2008: 18 Parasta Savuna Ilmaan

### Álbumes en directo
- 2007: Kaaos-Live

### DVD
- 2007: Kuningas